# Asbecesta monardi
Asbecesta monardi es un coleóptero de la familia Chrysomelidae. Fue descrita científicamente por primera vez en 1931 por Laboissiere.